# 해석 수준 이론
해석 수준 이론은 대상(상황, 인물, 사고)에 대한 심리적 거리와 해석 수준(상위 해석 수준, 하위 해석 수준)의 관계를 설명하는 사회심리학 이론이다. 이스라엘의 심리학자 Nira Liberman와 미국의 심리학자 Yaacov Trop이 발전시켰다. 인간은 심리적 거리가 먼 대상일수록, 대상에 관한 추상적 사고(상위 해석 수준)를 하게 되고, 심리적 거리가 가까운 대상일수록, 대상에 관한 구체적으로 사고(하위 해석 수준)를 한다는 것이 해석 수준 이론의 핵심이다. 심리적 거리는 시간적 거리, 사회적 거리, 가상적 거리와 같이 여러가지 차원으로 정의된다. 그 외에 여러 다른 차원(일상적 거리, 경험적 거리, 정서적 거리 등)에 관한 사회심리학자들의 논쟁이 있었지만, 이 이론에서 다루는 세 가지 정의된 개념(시간적 거리, 사회적 거리, 가상적 거리)이 중요하다.
설명 깊이 이론은 1년 뒤에 있을 여름 휴가를 계획하기와 올해 여름 휴가를 계획하는 상황을 예로 들어서 설명할 수 있다. 전자의 상황은 광범위 하고 상황의 맥락에서 벗어난 사고(편하고 즐거울 것이라는 예상)를 유발하며, 후자의 상황은 현재 상황에 대한 구체적 사고(예약할 식당 고르기, 오프 로드 차량타고 여행하기)를 유발한다.  

## 심리적 거리
대상에 대한 사고는 여러 차원의 심리적 거리에 따라 달라진다.
- 시간적 거리 (temporal distance)
- 공간적 거리 (spatial distance)
- 사회적 거리 (social distance) : 서로 다른 그룹 간의 상호관계적 거리
- 가상적 거리 (hypothetical distance) : 사건이 발생 가능성

심리적 거리에 따라, 대상에 대한 사고가 추상적이거나 구체적인지 영향을 준다.

### 시간적 거리
상상한 미래 사건까지의 시간적 거리는 상상한 미래 사건에 대한 우리의 평가적 묘사를 변화시킨다. 상상한 미래 사건과 시간적 거리가 멀수록, 상상한 미래 사건은 몇 가지 추상적 특징의 관점에서 개념화될 가능성이 높아진다. 시간적 거리는 잠재적 위험과 관련된 경우와 관련이 있다. 왜냐하면, 이 메커니즘이 비현실적 결과물의 현실과 분리하여 인지할 수 있게 돕기 때문이다. Trope와 Liberman은 먼 미래와 가까운 미래를 어떻게 계획하는 지에 관한 연구로 구성된 역사를 해석 수준 이론으로 설명할 수 있다고 하였다.

#### 계획 오류
계획 오류는 구체적인 미래를 의식적으로 생각하지 않는 경향을 설명한다. 계획 오류는 미래의 다른 사건에 대해 능력 이상으로 전념하게 한다. 그 결과, 구체적인 미래가 다가올수록, 계획한 일들을 모두 마칠 수 없다는 것을 인지하게 된다. 그 원인은 여러 행사가 겹치거나 이전에 세운 모든 계획에 전념할 시간이 없어서 이기도 하다.
해석 수준 이론에 의하면, 계획 실패의 발생 이유는 먼 미래의 해석이 추상적인 상위 해석 수준에서 일어나기 때문이다. 반면,  가까운 미래 사건의 해석은 구체적인 하위 해석 수준에서 이루어 진다. 
한 연구에 따르면, 대학교 학생들에게 다음 주 일주일과 몇 주 뒤의 일주일간 동안 활동(공부, 수업 듣기, 운동하기 등)에 얼마나 많은 시간을 쓸 것인 지를 나타내라고 하였다. 가까운 미래(다음 주 일주일)를 계획하는 조건에서, 학생들은 한 활동에 소요되는 시간이 다른 활동에 소요되는 시간을 뺏을 수 있다는 것을 고려하여 일과 활동에 소요되는 예상시간을 나타냈다. (예시: 운동에 투자하는 시간은 공부에 투자하는 시간을 줄일 수 있다는 것을 반영) 그와 반대로, 몇 개월 뒤의 일주일을 계획하는 조건에서 학생들은 한 활동에 소요되는 시간이 다른 활동에 소요되는 시간을 줄일 수 있다는 것을 반영하는 모습을 보이지 않았다. 학생들은 시간과 자원의 제약이 없는 것처럼 일상 활동의 소요시간을 나타내었다.
연구진에 따르자면, 활동의 실현 가능성의 요인은 활동 간의 시간적 제약과 갈등이라고 한다. 그래서, 하위 해석 수준의 미래 계획이 다가올 미래에 초점 맞출 가능성이 높다. 그와 반대로, 학생들은 먼미래를 계획하는 조건에서는 바람직함(활동의 매력도)에 맞추어서 계획하는 모습을 보였다.

## 해석 수준
해석 수준 이론은 심적 해석을 두 수준으로 분류한다.
- 상위 해석 수준 (High Level Construal) : 세부적인 특징이 아닌 대상에 대한 전체적이고 추상적인 사고.
- 하위 해석 수준 (Low Level Construal) : 전체적인 특징이 아닌 세부적이고 부차적이며 현재에 초점을 맞춘 사고.

캐치볼을 하는 아이들을 떠올렸을 때, 상위 해석 수준의 사고는 상황에 대해 '아이들이 즐겁게 놀고 있네.'라고 생각하는 것이다. 반대로 하위 해석 수준의 사고는 상황에 대해 '저 아이들 나이가 몇 이지?', '저 공의 색깔이 뭘까?'라고 생각하는 것이다. 상위 해석 수준의 사고의 특징은 대상이 되는 상황과 다른 상황 간의 유사성(Why)을 찾는 데에 있다. 그와 반대로, 하위 해석 수준의 사고의 특징은 대상이 되는 상황과 다른 상황이 어떻게 다른 지(How)에 초점을 둔다.